# Commission parlementaire (Espagne)

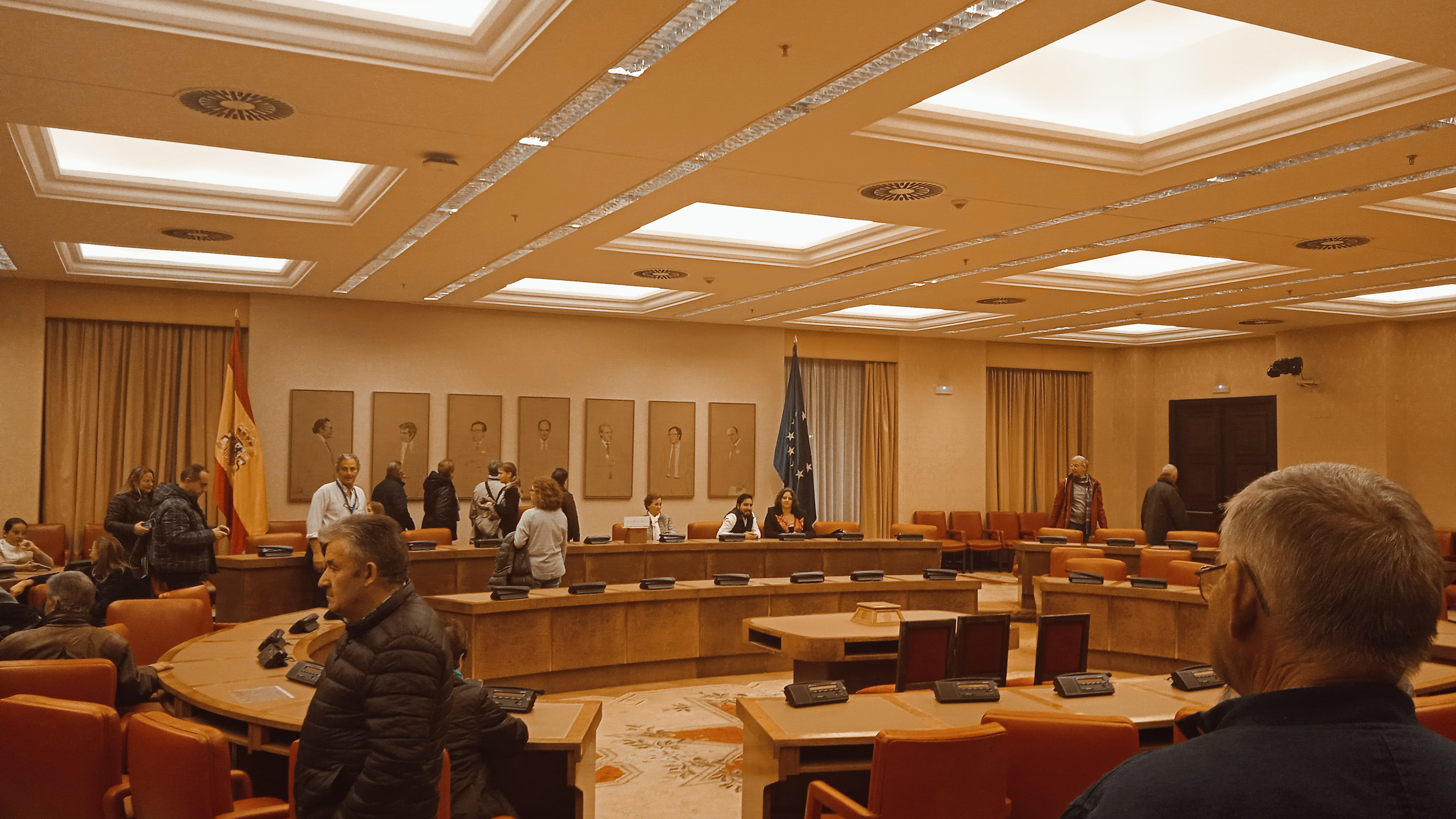
La salle constitutionnelle du Congrès, où se réunissent certaines commissions.

Les commissions parlementaires (en espagnol : Comisiones de las Cortes Generales) sont le principal organe de travail des Cortes Generales. Il en existe tant au Congrès des députés qu'au Sénat.

## Types de commissions
Le règlement de chaque chambre prévoit l'existence de plusieurs types de commissions : 
- les commissions permanentes législatives, qui étudient les projets et propositions de loi et sont généralement calquées sur les différents départements ministériels ;
- les commissions permanentes non-législatives, qui ont un rôle technique, ou alors d'évaluation de la politique gouvernementale dans un domaine particulier ;
- les commissions non-permanentes, qui sont créées dans un but précis et sont automatiquement dissoutes une fois leur mandat achevé (et à la fin de la législature en cours dans tous les cas) ;
- les commissions d'enquêtes.

Le nombre de commissions et le titre de chacune d'elles sont fixés par le règlement de chaque chambre.

### Commissions conjointes
Le Congrès et le Sénat peuvent créer des commissions conjointes (Comisiones Mixtas). Leur création nécessite le vote d'une résolution en des termes identiques, qui précise notamment leur caractère permanent ou non.

### Commissions mixtes
Conformément à l'article 75, alinéa 2 de la Constitution, une commission mixte, composées à parité de députés et sénateurs, est instaurée pour résoudre un désaccord entre les deux chambres sur certains sujets spécifiques.